# Division I 1979-1980 (pallacanestro maschile)
La Division I 1979-1980 è stata la 48ª edizione del massimo campionato belga di pallacanestro maschile. La vittoria finale è stata appannaggio del Racing Mechelen.

## Risultati

### Stagione regolare
|     | Squadra                   | G  | V  | P  | PF | PS | Pt. | Qualificazione |
| --- | ------------------------- | -- | -- | -- | -- | -- | --- | -------------- |
| 1.  | Standard Liegi            | 28 | 21 | 7  |    |    | 42  | playoff        |
| 2.  | Royal Fresh Air Molenbeek | 28 | 20 | 8  |    |    | 40  | playoff        |
| 3.  | CEP Fleurus               | 28 | 19 | 9  |    |    | 38  | playoff        |
| 4.  | Racing Mechelen           | 28 | 17 | 11 |    |    | 34  | playoff        |
| 5.  | Avanti Brugge             | 28 | 16 | 12 |    |    | 32  |                |
| 6.  | Eveil Monceau             | 28 | 15 | 13 |    |    | 30  |                |
| 7.  | SFX Verviers              | 28 | 15 | 13 |    |    | 30  |                |
| 8.  | Ostenda                   | 28 | 14 | 14 |    |    | 28  |                |
| 9.  | Sint-Truiden              | 28 | 14 | 14 |    |    | 28  |                |
| 10. | Rimelago Aarschot         | 28 | 14 | 14 |    |    | 28  |                |
| 11. | Hellas Gent               | 28 | 14 | 16 |    |    | 28  |                |
| 12. | Gent                      | 28 | 12 | 16 |    |    | 24  |                |
| 13. | Ijsboerke Kortrijk        | 28 | 8  | 20 |    |    | 16  | retrocesse     |
| 14. | Okapi Aalstar             | 28 | 8  | 20 |    |    | 16  | retrocesse     |
| 15. | Duvel Willebroek          | 28 | 3  | 25 |    |    | 6   | retrocesse     |

### Playoff
|  | Semifinali | Semifinali                | Semifinali |                           |    | Finale          | Finale | Finale |  |
|  |            |                           |            |                           |    |                 |        |        |  |
|  | 1.         | Boule D'Or Andenne        | 0          |                           |    |                 |        |        |  |
|  | 1.         | Boule D'Or Andenne        | 0          |                           |    |                 |        |        |  |
|  | 4.         | Racing Mechelen           | 2          |                           |    |                 |        |        |  |
|  | 4.         | Racing Mechelen           | 2          |                           | 4. | Racing Mechelen | 3      |        |  |
|  |            |                           |            |                           | 4. | Racing Mechelen | 3      |        |  |
|  |            |                           | 2.         | Royal Fresh Air Molenbeek | 1  |                 |        |        |  |
|  | 2.         | Royal Fresh Air Molenbeek | 2.         | Royal Fresh Air Molenbeek | 1  | 2               |        |        |  |
|  | 2.         | Royal Fresh Air Molenbeek |            |                           |    |                 |        |        |  |
|  | 3.         | CEP Fleurus               | 0          |                           |    |                 |        |        |  |

| Division I 1979-1980      |
| ------------------------- |
| Racing Mechelen 8º titolo |

## Formazione vincitrice
| N° | Naz.                   | Ruolo | Sportivo         |  | Alt. |  |
| -- | ---------------------- | ----- | ---------------- |  | ---- |  |
|    | Belgio (bandiera)      | G     | Willy Steveniers |  | 180  |  |
|    | Stati Uniti (bandiera) | GA    | Ed Murphy        |  | 193  |  |